# Basilique Notre-Dame-d'Espérance de Charleville-Mézières
Cette  basilique n’est pas la seule basilique Notre-Dame-d'Espérance.
La basilique Notre-Dame-d'Espérance de Charleville-Mézières est une basilique mineure de l'Église catholique, érigée par Pie XII en 1946, située à Charleville-Mézières, dans le département des Ardennes. Cette église de style gothique, bâtie à partir de 1499, est éclairée par une étonnante parure de vitraux modernes réalisés entre 1954 et 1979 sur les cartons du peintre René Dürrbach.
Le nom « Notre-Dame d'Espérance » a été donné à l'église au début du XIXe siècle lorsqu'elle reçut la statue d'une Vierge noire vénérée auparavant dans une chapelle située à proximité.
Elle fait l'objet d'un classement au titre des monuments historiques depuis le 18 octobre 1910.

## Histoire de la basilique
La plus ancienne mention de l'église date de 1156 avec la construction d'une chapelle castrale. Puis en 1267 est édifiée la première église paroissiale en remplacement de la chapelle.
Le cardinal Guillaume Briçonnet donne le 27 mai 1498 au curé de Mézières, Jean Civelli, des indulgences pour ceux qui contribueraient à la reconstruction de l'église devenue trop petite. La construction de l'église actuelle débute par la pose de la première pierre le 25 avril 1499. L'ancienne église est détruite au fur et à mesure de l'avancement des travaux. Les comptes de la fabrique permettent de donner les différentes dates repères de la construction de l'église :
- 1500 : construction de la chapelle rayonnante de gauche ;
- 1503 : construction de la chapelle axiale et de la chapelle rayonnante de droite ;
- 1520 : construction du chœur, du bras droit du transept et de son portail ;
- 1524 : construction du bras gauche du transept ;
- 1534 : construction de la croisée du transept ;
- 1564 à 1565 : voûtement des dernières travées de la nef ;
- 1597 à 1610 : construction de la tour de la façade occidentale ;
- 1612 et 1615 : construction des voûtes des deux premières travées de la nef ;
- 1682 : construction des voûtes des deux premières travées de la nef.

Les maîtres d'œuvre cités sont :
- 1501 : Jean, sans autre mention ;
- 1502 à 1506 : Henri Broyl ;
- 1508 : Jean Badou et Jean Évrard ;
- 1514 – 1515 : Henri Broyl ;
- 1516 à 1520 : Jean d'Attigny ;
- 1521 : Jean Loizeau ;
- 1524 à 1547 : Jean d'Attigny ;
- 1559 à 1567 : Jean Loizeau ;
- 1584 – 1585 : Nicolas Leprince ; et en
- 1608 : la maçonnerie est terminée par Gobert Paris et Pierre Hermès.

## Principaux évènements

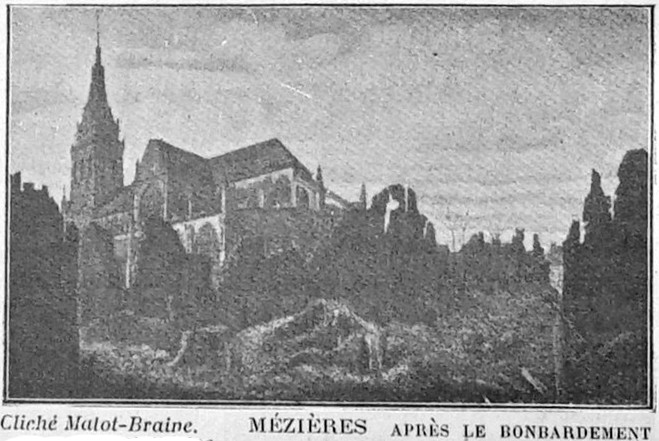
Les dégâts de la guerre de 1870.

En 1233, Hugues III de Rethel, comte de Rethel, accorde une charte de commune aux habitants de Mézières.
À la suite du massacre de Liège en 1468, la population augmente d'un afflux important de réfugiés rendant nécessaire une reconstruction de la vieille église.
Le 27 novembre 1570, l'église a été cathédrale pendant une journée. En effet, Jacques d'Eltz y célèbre le mariage du roi de France Charles IX avec Élisabeth d'Autriche. Pour que le mariage royal ait lieu, l'édifice devait être sacré cathédrale, ce qui fut fait l'espace de cette journée.
Le clocher et sa flèche de plomb sont détruits par la foudre en 1682. Le siège de Mézières en 1815 va entraîner des destructions à la suite des bombardements. C'est à cette époque que l'église est placée sous le vocable de Notre-Dame-d'Espérance. La flèche est reconstruite en 1858 par Auguste Reimbeau. Au cours du siège de 1870, les 27 heures de bombardements vont provoquer la destruction des trois-quarts des toitures. L'église a été restaurée à l'identique. Il ne reste plus dans l'église qu'un vitrail ancien. De même, en 1914, 1940 et 1944, les bombardements ont entraîné des destructions. Le bombardement qui eut lieu la veille de la signature de l'armistice, le 10 novembre 1918, détruisit les vitraux. Les Allemands enlevèrent les cloches et brisèrent les orgues. En mai 1944, les bombardements de l'US Air Force font des victimes devant l'église et détruisent des maisons dans les environs.
L'église est érigée en basilique mineure en 1946 par Pie XII. Elle est entièrement reconstruite après 1950.

## Description

### Extérieur
Le style flamboyant apparaît parfois nettement comme le témoigne le porche monumental du portail sud, utilisé comme entrée principale pendant une partie du XVIe siècle. Au-dessus, la haute façade du transept est décorée dans sa totalité. Une série d'arcatures encadre la baie, le pignon est recouvert de fins entrelacs sculptés. Ces décorations se retrouvent dans les pinacles, les gargouilles et les petits dais disposés sur les contreforts afin d'abriter les statues.
Pour la construction du portail ouest et de la tour qui le surmonte, l'architecte du début du XVIIe siècle a privilégié le style classique, en effet, les arcs sont cintrés et les pilastres rythment les espaces.

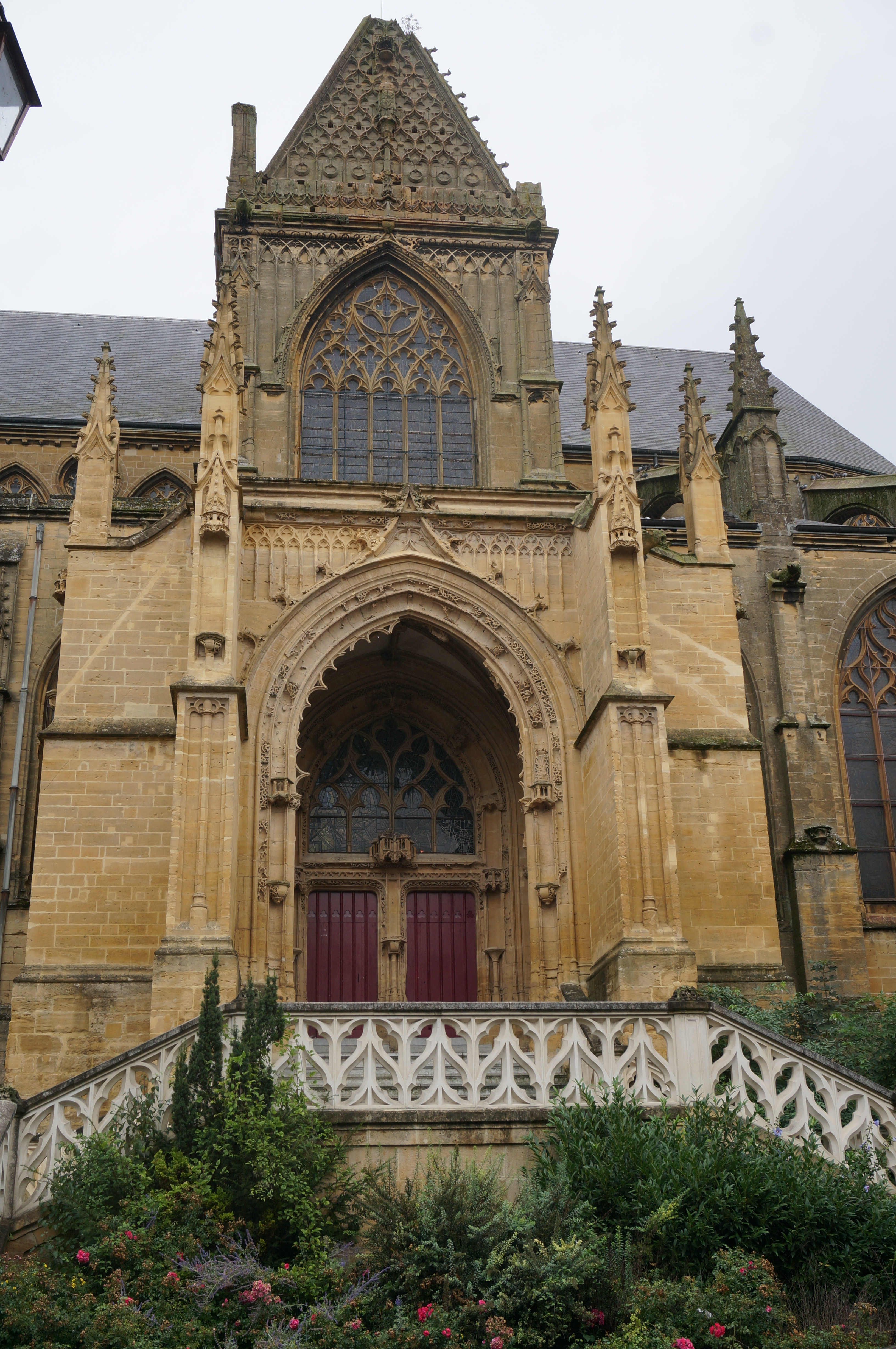
Le portail sud,
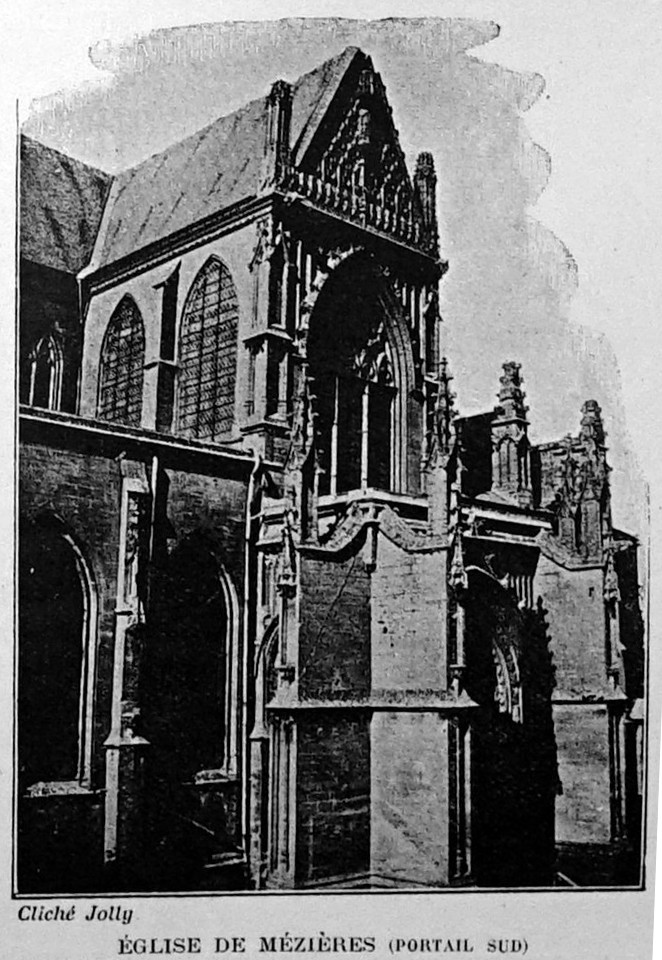
sur une vue ancienne,
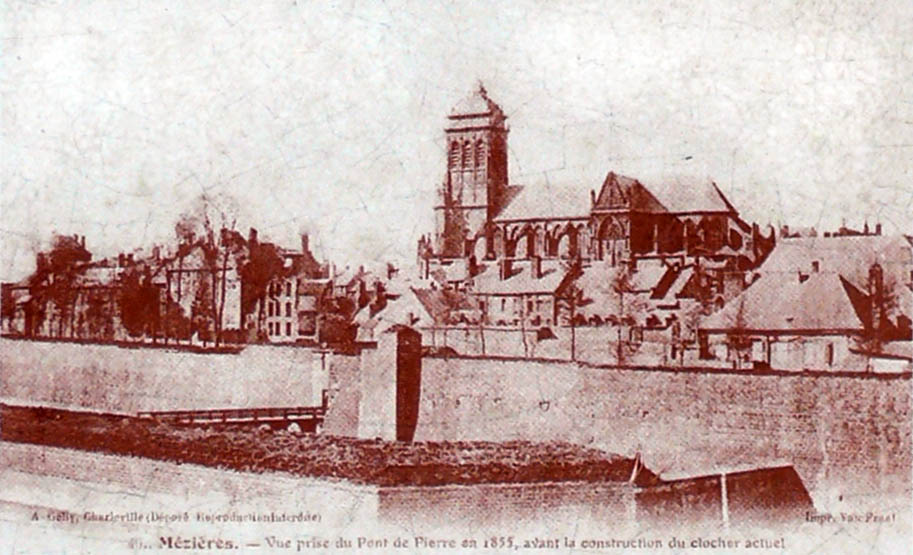
en 1855.

### Intérieur
Deux chapiteaux de l'ancienne église romane subsistent dans les colonnettes à l'entrée du chœur et malgré la durée du chantier le style flamboyant de l'édifice reste équilibré. Les moulures effilées des arcs et des nervures naissent directement des supports. Le vaisseau principal, étroit, accentue la hauteur des voûtes desquelles se ramifient en étoile des ogives ponctuées de clés pendantes sculptées, dont une descend de plus de deux mètres. Ce décor s'oppose à la nudité du reste de l'église. De grandes baies aux réseaux complexes et variés éclairent l'édifice.

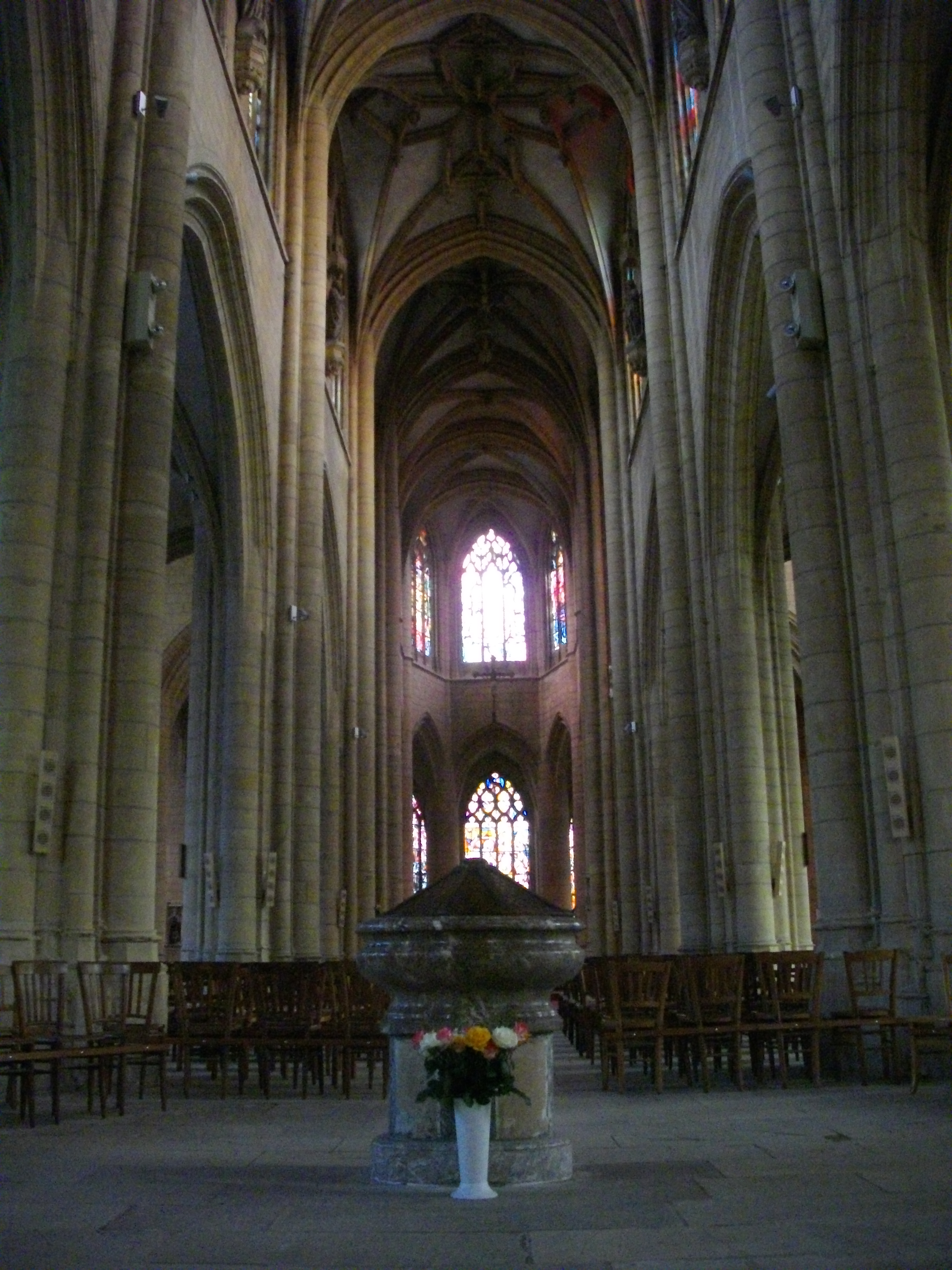
La nef,
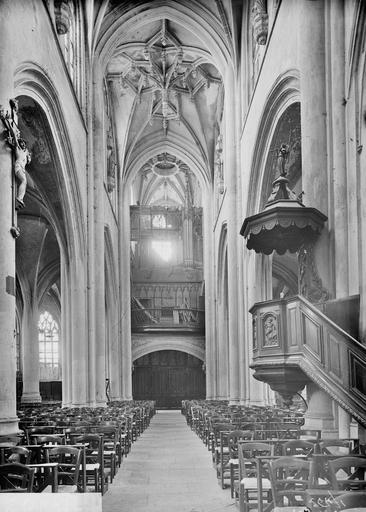
avec sa chaire, vue ancienne,
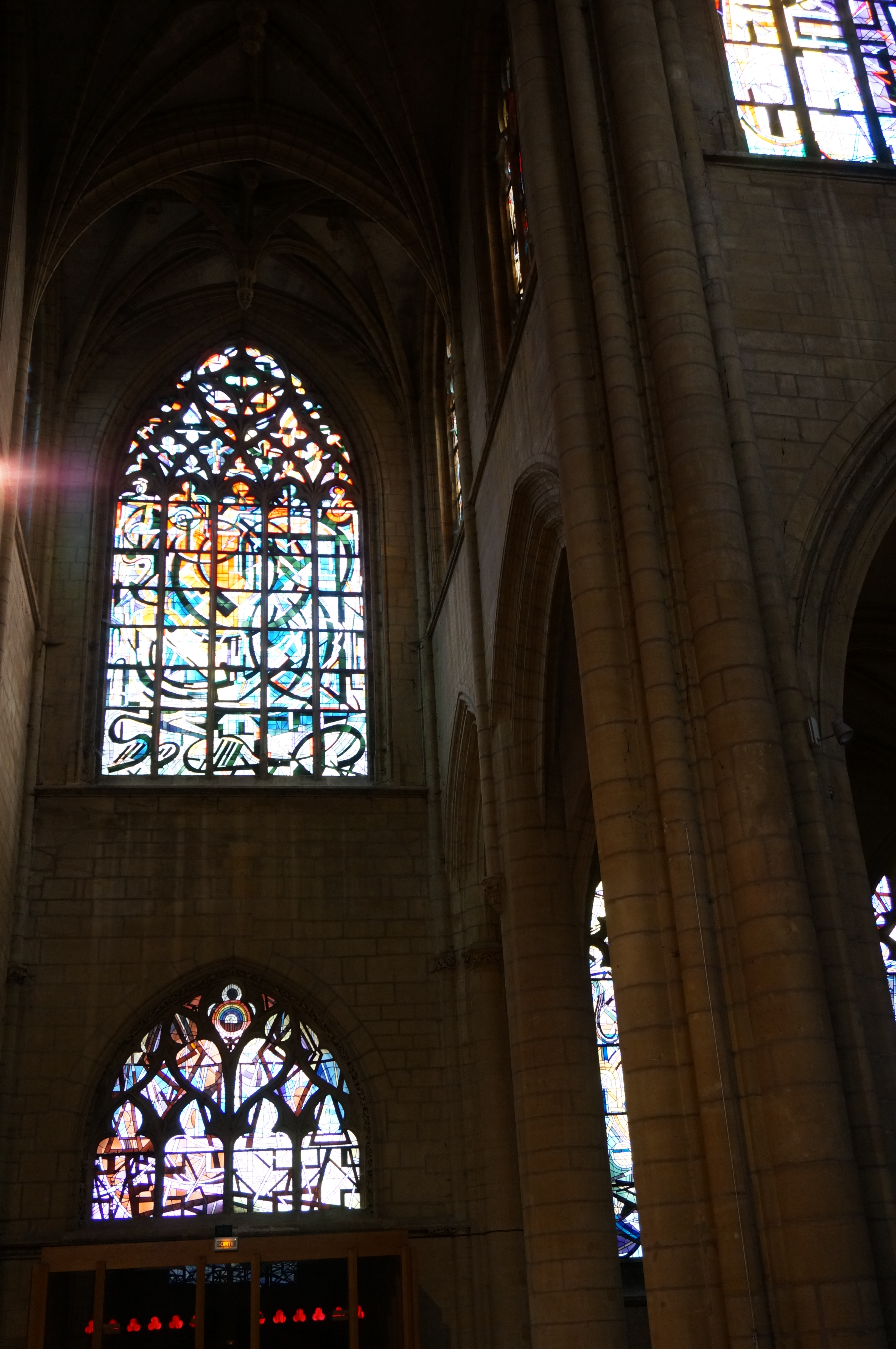
des vitraux du transept sud.

## Mobilier
Elle recèle encore un important mobilier, deux bénitiers en marbre noir, des dédicaces, une nombreuse statuaire et un plafond décoré avec d'impressionnantes clefs de voûte.

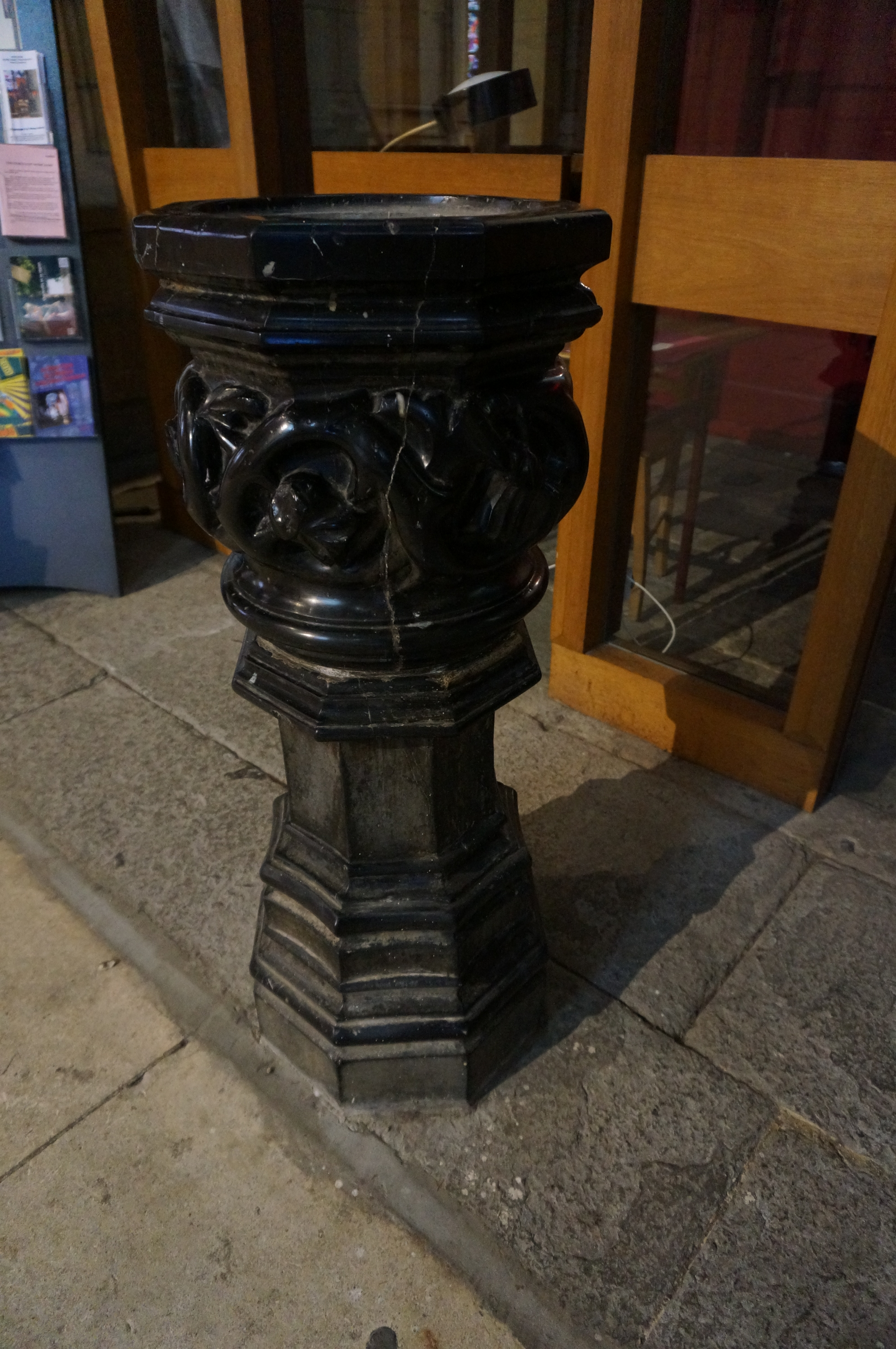
Le bénitier.
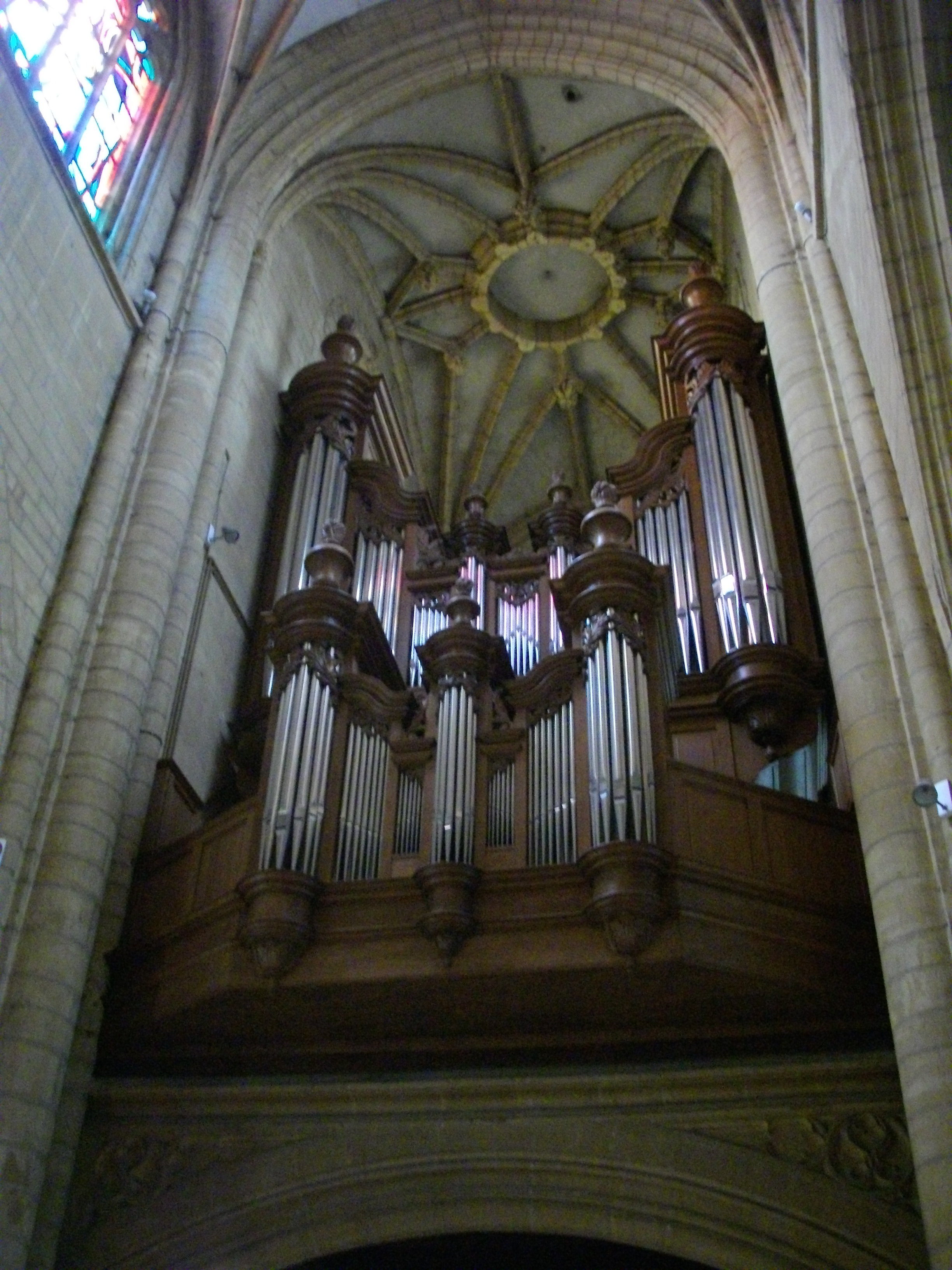
Les orgues.
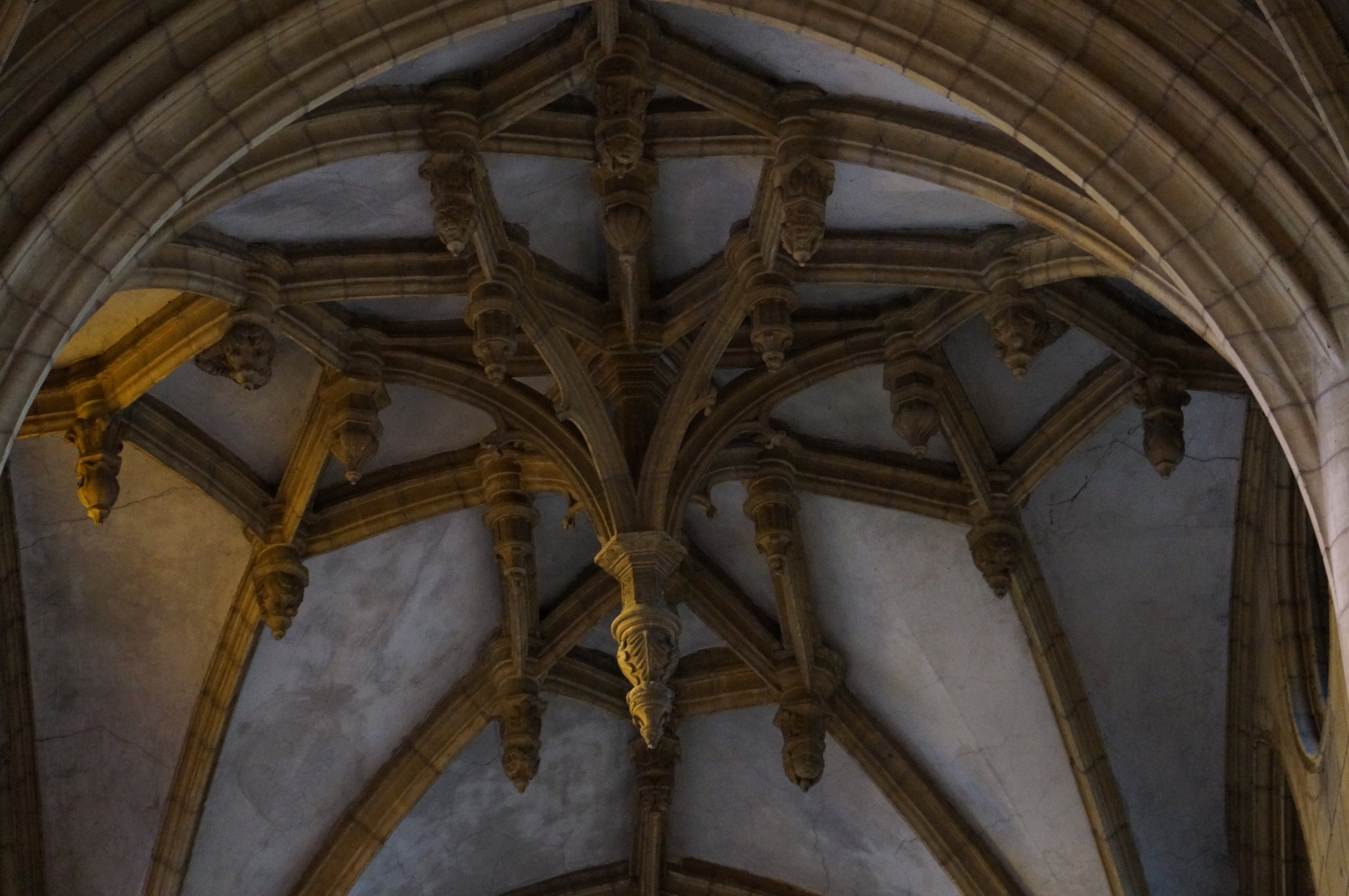
Le plafond décoré.
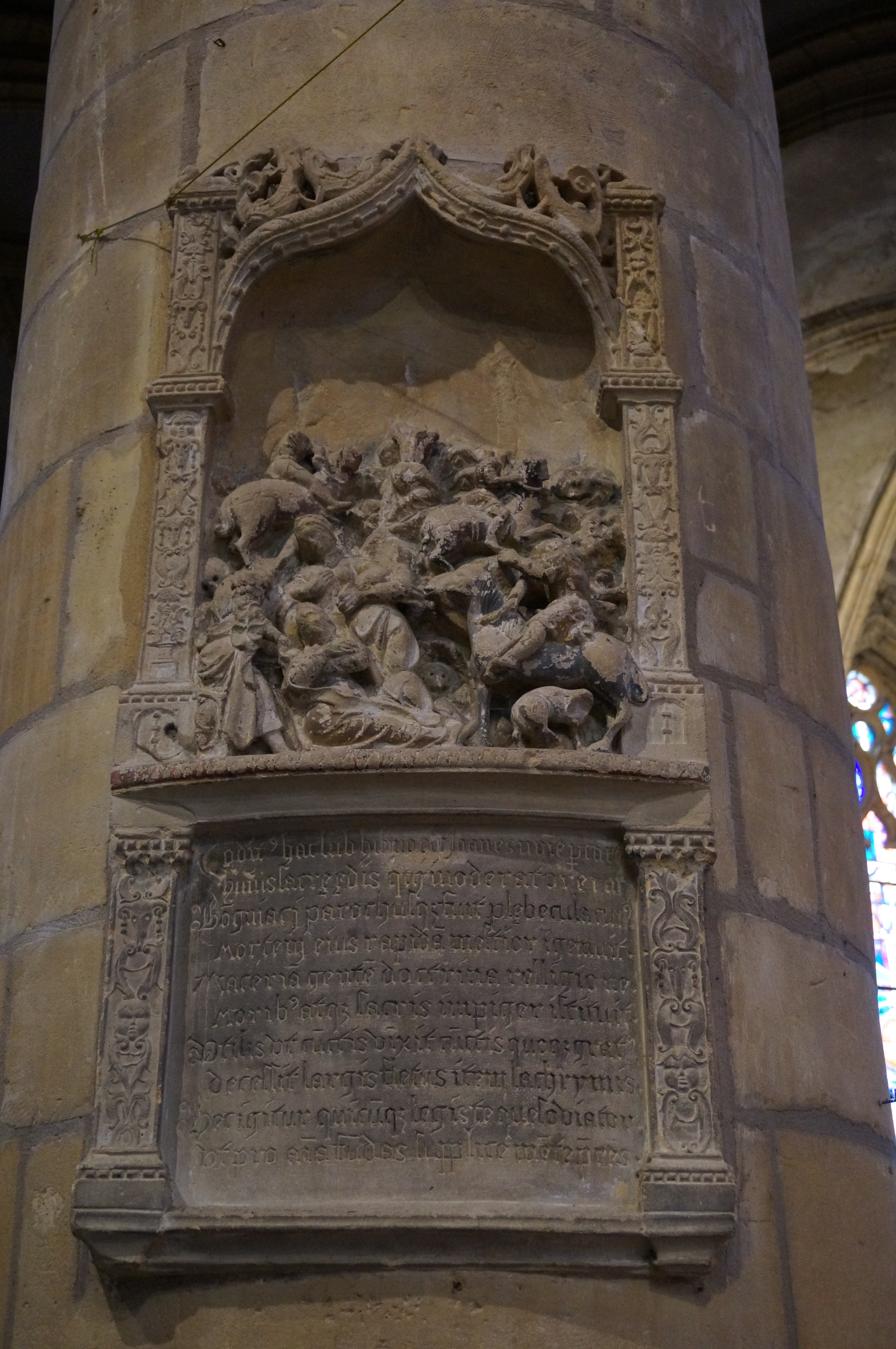
Ex-voto.

## Vitraux

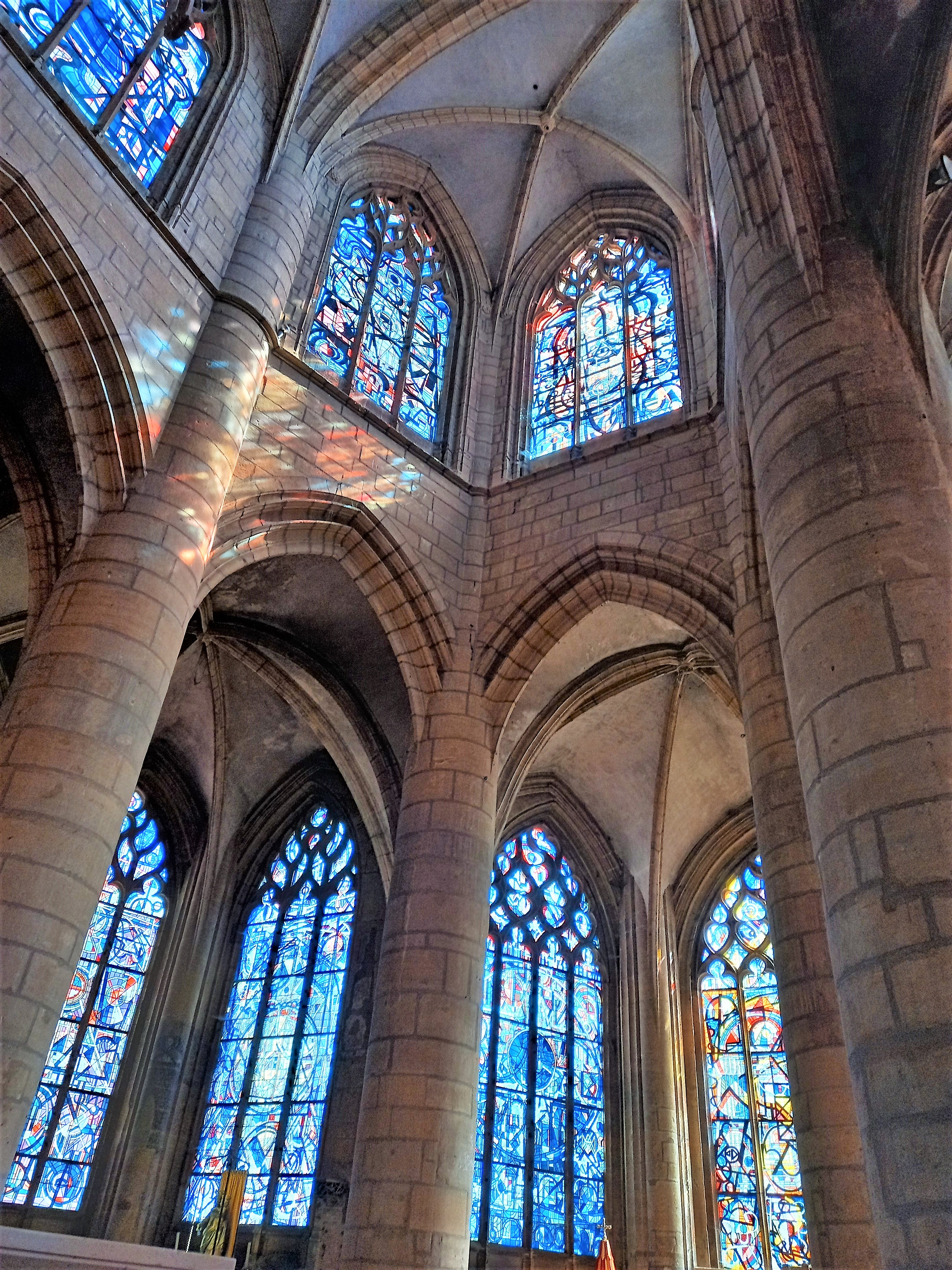
Les deux registres de vitraux.

Les guerres successives n'ont rien laissé des vitraux anciens admirés par Victor Hugo en 1838.
Le peintre et sculpteur René Dürrbach qui vient de terminer les vitraux de l'église d'Épenoy (Doubs) reçoit la commande des nouveaux vitraux de la basilique. Entre 1954 et 1979 sont réalisés 62 vitraux et 6 oculi, soit une surface de 1 000 m2. La réalisation a d'abord été confiée au maître-verrier André Seurre de Besançon sur des cartons du peintre et sculpteur René Dürrbach, entre 1961 et 1973. Le premier et second registres ont été montés par l'entreprise Jean Lanfranchi, de Prix-lès-Mézières. Les vitraux du second registre sont réalisés par Jacqueline Nicol qui a succédé à André Seurre. L'ensemble des verrières est inauguré le 6 mai 1979.
Le premier registre donne des représentations abstraites des grands thèmes du cycles de la Vierge Marie et de son Fils. Le registre haut dans la nef est une illustration des principaux vertus de la Vierge dans la tradition chrétienne (rectitude, grandeur, gloire, beauté, puissance). Dans le chœur René Dürrbach peint son couronnement. René Dürrbach considérait que cet ensemble de vitraux était son œuvre majeure car, disait-il, « elle n'était pas spéculative ». Les vitraux n'illustrent pas des scènes bibliques comme ceux du Moyen Âge. René Dürrbach s'est inspiré d'un poème d'Henri Giriat, Ave Eva, invoquant Notre-Dame d'Espérance et la Vierge Noire. L'abstraction des représentations ne permet pas une lecture immédiate. La vibration de la lumière à travers les vitraux suivant les heures du jour est une invitation à entrer dans l'harmonie du monde sensible.